# Liu Dahua
Dans ce nom chinois, le nom de famille, Liu, précède le nom personnel.
Liu Dahua (chinois : 柳大华), né le 3 mars 1950 à Wuhan, dans la province du Hubei), est un grand-maître international chinois de xiangqi qui a notamment été deux fois champion de Chine.
En plus de ses résultats en compétition officielle, il est connu pour avoir battu le record du plus grand nombre de parties simultanées à l'aveugle en 1995 avec 19 parties (neuf victoires, huit nulles, une défaite) en même temps,, record qui n'a été battu que 20 ans plus tard par Jiang Chuan,. Liu Dahua est également détenteur du record du nombre de parties de xiangqi jouées simultanément avec 108 parties (69 victoires, 30 nulles, 9 défaites).